# Seven Femenino de Hong Kong 2019
El Seven Femenino de Hong Kong de 2019 fue la vigésimo segunda edición del torneo de rugby 7
El campeón del torneo clasificó a la Serie Mundial Femenina de Rugby 7 2019-20.
Se desarrolló en el So Kon Po Recreation Ground de la ciudad de Hong Kong, República Popular China.

## Equipos participantes
| - Kenia - Uganda - Hong Kong - Japón - Kazajistán - Bélgica - Escocia - Polonia | - México - Papúa Nueva Guinea - Argentina - Brasil |

## Fase de grupos

### Grupo A
| Equipo  | Encuentros | Encuentros | Encuentros | Encuentros | Tantos  | Tantos    | Tantos     | Puntos |
| Equipo  | jugados    | ganados    | empatados  | perdidos   | a favor | en contra | diferencia | Puntos |
| ------- | ---------- | ---------- | ---------- | ---------- | ------- | --------- | ---------- | ------ |
| Japón   | 3          | 3          | 0          | 0          | 116     | 19        | +97        | 9      |
| Escocia | 3          | 2          | 0          | 1          | 88      | 44        | +44        | 7      |
| Bélgica | 3          | 1          | 0          | 2          | 46      | 66        | –20        | 5      |
| México  | 3          | 0          | 0          | 3          | 5       | 126       | –121       | 3      |

### Grupo B
| Equipo             | Encuentros | Encuentros | Encuentros | Encuentros | Tantos  | Tantos    | Tantos     | Puntos |
| Equipo             | jugados    | ganados    | empatados  | perdidos   | a favor | en contra | diferencia | Puntos |
| ------------------ | ---------- | ---------- | ---------- | ---------- | ------- | --------- | ---------- | ------ |
| Kenia              | 3          | 3          | 0          | 0          | 80      | 15        | +65        | 9      |
| Papúa Nueva Guinea | 3          | 2          | 0          | 1          | 64      | 34        | +30        | 7      |
| Hong Kong          | 3          | 1          | 0          | 2          | 45      | 63        | –18        | 5      |
| Uganda             | 3          | 0          | 0          | 3          | 5       | 82        | –77        | 3      |

### Grupo C
| Equipo     | Encuentros | Encuentros | Encuentros | Encuentros | Tantos  | Tantos    | Tantos     | Puntos |
| Equipo     | jugados    | ganados    | empatados  | perdidos   | a favor | en contra | diferencia | Puntos |
| ---------- | ---------- | ---------- | ---------- | ---------- | ------- | --------- | ---------- | ------ |
| Brasil     | 3          | 3          | 0          | 0          | 54      | 48        | +6         | 9      |
| Kazajistán | 3          | 1          | 0          | 2          | 39      | 38        | +1         | 5      |
| Argentina  | 3          | 1          | 0          | 2          | 60      | 62        | –2         | 5      |
| Polonia    | 3          | 1          | 0          | 2          | 43      | 48        | –5         | 5      |

## Fase Final

### Copa de oro
|  | Cuartos de final   | Cuartos de final   | Cuartos de final |         |         | Semifinales | Semifinales | Semifinales |  |        | Copa   | Copa | Copa |  |
|  |                    |                    |                  |         |         |             |             |             |  |        |        |      |      |  |
|  |                    |                    |                  |         |         |             |             |             |  |        |        |      |      |  |
|  | Kenia              | Kenia              | 17               |         |         |             |             |             |  |        |        |      |      |  |
|  | Kenia              | Kenia              | 17               |         |         |             |             |             |  |        |        |      |      |  |
|  | Argentina          | Argentina          | 15               |         |         |             |             |             |  |        |        |      |      |  |
|  | Argentina          | Argentina          | 15               |         | Kenia   | Kenia       | 5           |             |  |        |        |      |      |  |
|  |                    |                    |                  |         | Kenia   | Kenia       | 5           |             |  |        |        |      |      |  |
|  |                    |                    | Brasil           | Brasil  | 17      |             |             |             |  |        |        |      |      |  |
|  | Brasil             | Brasil             | Brasil           | Brasil  | 17      | 21          |             |             |  |        |        |      |      |  |
|  | Brasil             | Brasil             |                  |         |         |             |             |             |  |        |        |      |      |  |
|  | Kazajistán         | Kazajistán         | 15               |         |         |             |             |             |  |        |        |      |      |  |
|  | Kazajistán         | Kazajistán         | 15               |         |         |             |             |             |  | Brasil | Brasil | 28   |      |  |
|  |                    |                    |                  |         |         |             |             |             |  | Brasil | Brasil | 28   |      |  |
|  |                    |                    | Escocia          | Escocia | 19      |             |             |             |  |        |        |      |      |  |
|  | Escocia            | Escocia            | Escocia          | Escocia | 19      | 36          |             |             |  |        |        |      |      |  |
|  | Escocia            | Escocia            |                  |         |         |             |             |             |  |        |        |      |      |  |
|  | Papúa Nueva Guinea | Papúa Nueva Guinea | 12               |         |         |             |             |             |  |        |        |      |      |  |
|  | Papúa Nueva Guinea | Papúa Nueva Guinea | 12               |         | Escocia | Escocia     | 24          |             |  |        |        |      |      |  |
|  |                    |                    |                  |         | Escocia | Escocia     | 24          |             |  |        |        |      |      |  |
|  |                    |                    | Japón            | Japón   | 19      |             |             |             |  |        |        |      |      |  |
|  | Japón              | Japón              | Japón            | Japón   | 19      | 27          |             |             |  |        |        |      |      |  |
|  | Japón              | Japón              |                  |         |         |             |             |             |  |        |        |      |      |  |
|  | Hong Kong          | Hong Kong          | 7                |         |         |             |             |             |  |        |        |      |      |  |
|  | Hong Kong          | Hong Kong          | 7                |         |         |             |             |             |  |        |        |      |      |  |
|  |                    |                    |                  |         |         |             |             |             |  |        |        |      |      |  |

| Bandera de Brasil                             |
| Clasificado a la serie mundial 2019-20 Brasil |